# Jared Donaldson
Jared Donaldson (Providence, 9 de outubro de 1996) é um tenista profissional estadunidense.

## ITF Tour finais

### Simples: 1 (1–0)
| Legenda                   |
| ------------------------- |
| ATP Challenger Tour (1–0) |

| Resultado | N. | Data              | Torneioo  | Piso | Oponente        | Placar   |
| --------- | -- | ----------------- | --------- | ---- | --------------- | -------- |
| Campeão   | 1. | Fevereiro 1, 2015 | Maui, EUA | Duro | Nicolas Meister | 6–1, 6–4 |

### Duplas: 1 (1–0)
| Legenda                   |
| ------------------------- |
| ATP Challenger Tour (1–0) |

| Resultado | N. | Data              | Torneio   | Piso | Parceiro      | Oponentes                     | Placar   |
| --------- | -- | ----------------- | --------- | ---- | ------------- | ----------------------------- | -------- |
| Campeão   | 1. | Fevereiro 1, 2015 | Maui, EUA | Duro | Stefan Kozlov | Chase Buchanan Rhyne Williams | 6–3, 6–4 |